# Powiat Pápa
Powiat Pápa (węg. Pápai járás) – jeden z dziesięciu powiatów komitatu Veszprém na Węgrzech. Siedzibą władz jest miasto Pápa.

## Miejscowości powiatu Keszthely
- Pápa – siedziba władz powiatu
- Adásztevel
- Bakonyjákó
- Bakonykoppány
- Bakonypölöske
- Bakonyság
- Bakonyszentiván
- Bakonyszücs
- Bakonytamási
- Béb
- Békás
- Csót
- Dáka
- Döbrönte
- Egyházaskesző
- Ganna
- Gecse
- Gic
- Homokbödöge
- Kemeneshőgyész
- Kup
- Külsővat
- Lovászpatona
- Magyargencs
- Malomsok
- Marcalgergelyi
- Marcaltő
- Mezőlak
- Mihályháza
- Nagyacsád
- Nagydém
- Nagygyimót
- Nagytevel
- Nemesgörzsöny
- Nemesszalók
- Németbánya
- Nóráp
- Nyárád
- Pápadereske
- Pápakovácsi
- Pápasalamon
- Pápateszér
- Takácsi
- Ugod
- Vanyola
- Várkesző
- Vaszar
- Vinár[2]